# Giulio Delfino
Giulio Delfino (Roma, 8 novembre 1967) è un giornalista e radiocronista sportivo italiano.

## Biografia
Figlio del politico missino Raffaele Delfino, ha iniziato l'attività di giornalista in Abruzzo lavorando per tre anni a Rete8: oltre al calcio seguiva la squadra di pallanuoto Sisley Pescara, che nel 1987 fu campione d'Italia e d'Europa. Entra in Rai nel 1991, assunto da Rai Sport. Sempre nello stesso anno, lanciato da Mario Giobbe (capo del pool sportivo del Giornale Radio) inizia la sua carriera in radio, nella storica trasmissione Tutto il calcio minuto per minuto, affiancando Enrico Ameri e Sandro Ciotti nelle cronache della Coppa dei Campioni. Tra il 1994 e il 1996 è conduttore di Domenica Sport. Diventa uno dei principali radiocronisti, seguendo i big match della Serie A e quelli delle Coppe Europee.
Dal 1993 al 1996 si è occupato anche di ciclismo, nel periodo in cui Marco Pantani trionfava al Giro d'Italia e al Tour de France. Nel 1997 diviene cronista per l'automobilismo, narrando i successi di Michael Schumacher e Kimi Räikkönen per la Ferrari: è stato la voce di oltre 200 Gran Premi fino al 2019, anno in cui ha ceduto il posto a Manuel Codignoni.
Effettua l'ultima sua radiocronaca calcistica il 6 marzo 2019, per la partita di Champions League tra Porto e Roma. L'8 marzo dello stesso anno passa a Rai Sport come caporedattore della redazione calcio, occupandosi tra gli altri di programmi storici come 90º minuto. A partire dal 2024 è uno dei conduttori del Tg Sport.

## Riconoscimenti
Nel 2009 ha ricevuto il premio "USSI-CONI", come miglior giornalista radiofonico dell'anno. Lo speciale premio gli viene consegnato da Gianni Petrucci (Presidente del CONI) e Gianni Letta (sottosegretario alla Presidenza del Consiglio).